# Michael Gruber (spisovatel)
Michael Gruber (* 1. října 1940 Brooklyn, New York) je americký spisovatel, který žije v Seattlu ve státě Washington.
Studoval na Kolumbijské univerzitě a titul Ph.D. z biologie o chování chobotnic získal na Miamské univerzitě v roce 1973.
Pracoval jako kuchař v miamských restauracích, politický poradce v Bílém domě za úřadování Jimmyho Cartera v otázkách vědy a techniky, po přesunu do Seattlu také jako expert na environmentální zdroje.
Od roku 1990 působí jako spisovatel na volné noze, psal povídky pro jiné autory, články do odborných časopisů. Roku 2004 vyšel pod jeho jménem první román.
Gruber píše mystické thrillery, kde se mísí násilné zločiny s neviditelným světem magie, šamanismu, světem náboženství i historie.
Spisovatel je ženatý a má tři dospělé děti. Syn Jiří Gruber vystudoval Sdružená uměnovědná studia na Filozofické fakultě Masarykovy univerzity v Brně. V současné době studuje na Fakultě výtvarných umění v Brně kde se věnuje konceptuálnímu umění na ateliéru Intermedia. Pravidelně přispívá jako redaktor do Tištěného nemainstreamového kulturního měsíčníku Artikl.

## Výbor z díla

### Knihy
- Obratník noci (Tropic of Night, 2004), vyšlo v češtině
- Údolí kostí (Valley of Bones, 2005), vyšlo v češtině
- Noc jaguára (Night of the Jaguar, 2006), vyšlo v češtině,
- The Book of Air and Shadows (2007)
- The Forgery of Venus (2008)
- The Good Son (2010)